# Бред Шоу
Бред Шоу (англ. Brad Shaw, нар. 28 квітня 1964, Кембридж) — канадський хокеїст, що грав на позиції захисника. Грав за збірну команду Канади. Згодом — хокейний тренер.

## Ігрова кар'єра
Професійну хокейну кар'єру розпочав 1984 року.
1982 року був обраний на драфті НХЛ під 86-м загальним номером командою «Детройт Ред-Вінгс». 
Протягом професійної клубної ігрової кар'єри, що тривала 16 років, захищав кольори команд «Гартфорд Вейлерс», «Оттава Сенаторс», «Вашингтон Кепіталс», «Сент-Луїс Блюз» та «Варезе».
Загалом провів 377 матчів у НХЛ, включаючи 23 матчі плей-оф Кубка Стенлі.
Виступав за збірну Канади.

## Тренерська робота
2005 року розпочав тренерську роботу в НХЛ, головним чином асистентом головного тренера. Працював з командами «Нью-Йорк Айлендерс», «Тампа-Бей Лайтнінг» та «Сент-Луїс Блюз».